# Matthias Hasselberg

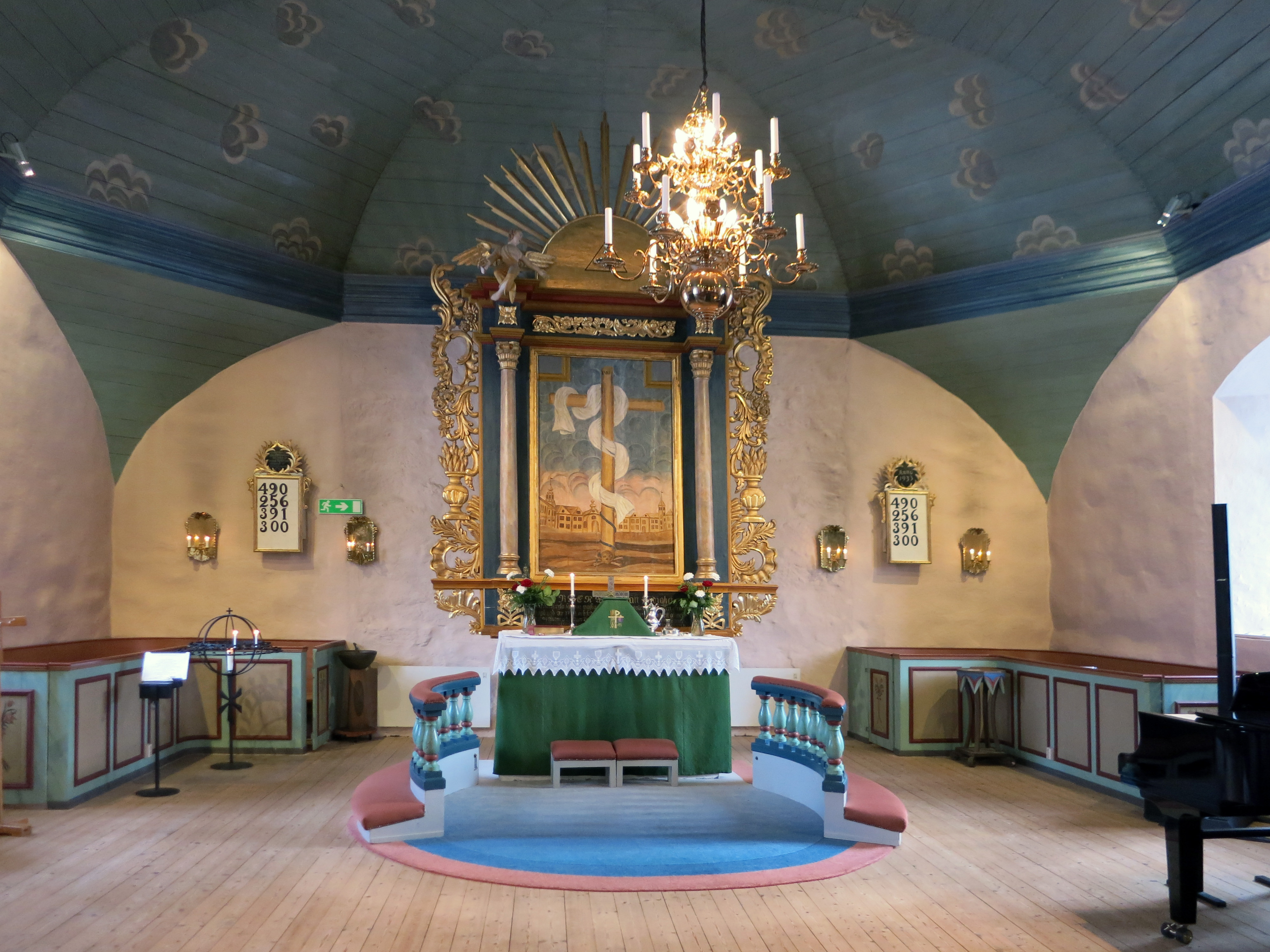
Altartavla och del av takmålningen i Angereds kyrka.

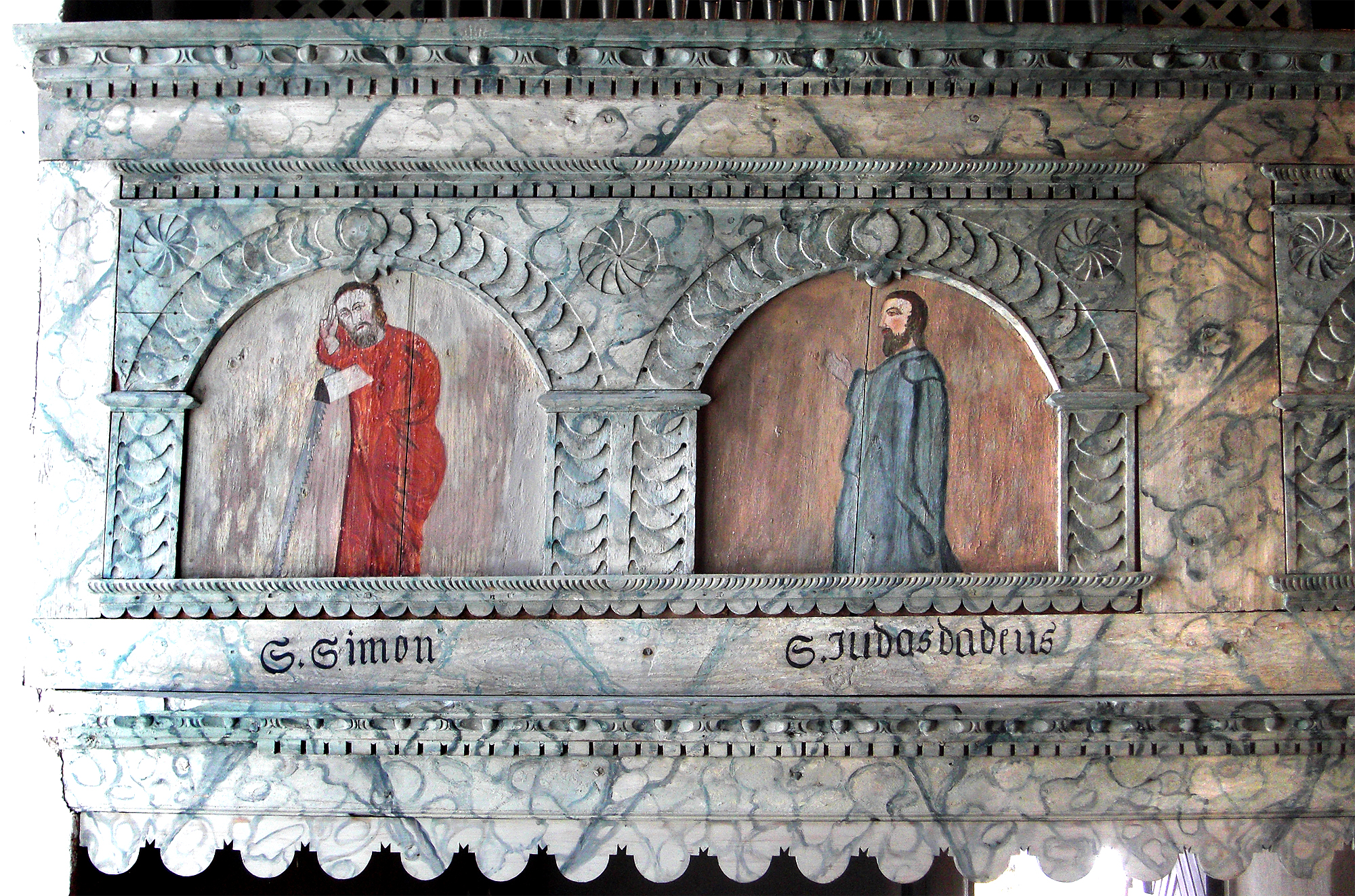
Läktarbröstningen i Göteve kyrka.

Matthias Hasselberg, född under 1700-talet, död okänt år, var en svensk kyrkomålare och bildhuggare.
Hasselberg var från Sjötorp i nuvarande Mariestads kommun. Han verksam som kyrkomålare och bildhuggare i Västergötland under andra delen av 1700-talet, men var inte skråansluten.

## Verk
- 1757, 1759 Gökhems kyrka. Klockfoder och siffertavlor. Ej kända idag.
- 1768 Blidsbergs kyrka. Takmålning. Försvunnet.
- 1769 Luttra kyrka. Läktarmålning. Försvunnet.
- 1773-1775 Karleby kyrka. Bildhuggeriarbeten.
- 1776 Marka kyrka. Läktarmålning. Delar bevarade i vapenhuset.
- 1778 Bergums kyrka. Takmålning utförd tillsammans med Marcus Hammardal. Bevarat.
- 1779 Gökhems kyrka. Läktarmålning. Bevarad.
- 1791 Göteve kyrka. Takmålning och målning av predikstol och läktare. Bevarat.
- 1793-1794 Angereds kyrka. Takmålning samt skulpterat och målat altartavla samt förbättrat predikstol. Allt bevarat.